# Клёповское сельское поселение
Клёповское сельское поселение — муниципальное образование в Бутурлиновском районе Воронежской области.
Административный центр — село Клеповка.

## Население
| 2010  | 2012  | 2013  | 2014  | 2015  | 2016  | 2017  | 2018  | 2019  |
| ----- | ----- | ----- | ----- | ----- | ----- | ----- | ----- | ----- |
| 2453  | ↘2392 | ↘2324 | ↘2271 | ↘2224 | ↘2200 | ↘2154 | ↘2110 | ↘2051 |
| 2020  | 2021  |       |       |       |       |       |       |       |
| ↘2023 | ↘1901 |       |       |       |       |       |       |       |

## Административное деление
Состав поселения:
- село Клеповка.